# Sintor
Sintor är ett släkte av skalbaggar. Sintor ingår i familjen plattnosbaggar.

## Dottertaxa tillSintor, i alfabetisk ordning[1]
- Sintor affinis
- Sintor albolineatus
- Sintor andrewesi
- Sintor bicallosus
- Sintor biplaga
- Sintor dicyrtus
- Sintor dispar
- Sintor eribalius
- Sintor fasciatus
- Sintor floridus
- Sintor fraudator
- Sintor fukiensis
- Sintor guttatus
- Sintor infernus
- Sintor javanus
- Sintor leucas
- Sintor lineatus
- Sintor melanipus
- Sintor molops
- Sintor orthus
- Sintor peribalius
- Sintor philippinensis
- Sintor pronotalis
- Sintor quadrilineatus
- Sintor quadrimaculatus
- Sintor rhabdotus
- Sintor suturalis
- Sintor vehti
- Sintor vittatus
- Sintor zamboangae